# Atentado de París de 2023
El 2 de diciembre de 2023, un francés de origen iraní llevó a cabo un ataque con cuchillo y martillo contra tres personas cerca de Pont de Bir-Hakeim en París, Francia, matando a una persona y dejando dos heridas.

## El ataque
En el Quai de Grenelle, en el distrito 15 de París, poco antes de las 21:00 CET (20:00 GMT) del 2 de diciembre de 2023, un hombre atacó a tres personas con un cuchillo y un martillo mientras supuestamente gritaba "Allahu Akbar". Una persona murió.
La policía disparó una taser al sospechoso cerca de la escena y lo arrestó por asesinato premeditado e intento de asesinato motivado por terrorismo. El presidente Emmanuel Macron lo calificó de ataque terrorista.

## Víctimas
La víctima del ataque mortal era un joven turista de Filipinas que había emigrado a Alemania, donde trabajaba como enfermero y había obtenido la nacionalidad alemana. Los heridos son un francés de unos 60 años y un turista británico de 66 años.

## Perpetrador
El agresor era Armand Rajabpour-Miyandoabis, un hombre de 26 años que padece problemas de salud mental. Nació en Francia en 1997 de padres iraníes que huyeron de la revolución iraní en 1979. Adquirió la nacionalidad francesa el 20 de marzo de 2002, mediante el efecto colectivo de la naturalización de sus padres.
Su primer nombre de nacimiento era Iman, pero se lo cambió en 2003. Salió de prisión en 2020 después de cumplir cuatro años por planificar un ataque yihadista. Había prometido lealtad al Estado Islámico.